# Android KitKat
Android 4.4 - 4.4.4 "KitKat" é uma versão do sistema operacional Android desenvolvida pela Google. Lançado em 31 de outubro de 2013, KitKat foca primariamente em otimizar o sistema operacional para uma melhor performance em aparelhos com recursos limitados.

## História
O Android 4.4 "KitKat", revelado em 3 de Setembro de 2013, tinha como codinome interno "Key Lime Pie" em sua produção, o nome foi alterado porque "muito poucas pessoas realmente conhecem o sabor de uma torta de limão." Alguns blogueiros de tecnologia também esperavam que o lançamento do "Key Lime Pie" fosse o Android 5.

## Mudanças

### v4.4 - v4.4.4 (API 19)
| Versão | Data de lançamento    | Características |
| ------ | --------------------- | --- |
| 4.4    | 31 de outubro de 2013 | - Interface atualizada com elementos brancos em vez de azul; - O relógio não mostra mais as horas em negrito; todos os dígitos são finos. As marcações H, M e S do cronômetro e do cronômetro foram removidas, deixando apenas os números; - Capacidade dos aplicativos de disparar translucidez nas barras de navegação e de status; - Capacidade dos aplicativos de usar o "modo imersivo" para manter as barras de navegação e de status ocultas, mantendo a interação do usuário; - Os botões do menu de estouro de ação estão sempre visíveis, mesmo em dispositivos com uma tecla "Menu", que foi oficialmente descontinuada pelo Android 4.0; - Acesso de gravação desativado para aplicativos instalados pelo usuário em armazenamento externo (ou seja, MicroSD), exceto para seus próprios diretórios dentro de Android/data; - Eliminação de diretórios de dados de aplicativos no armazenamento do usuário (armazenamento interno do usuário e MicroSD) após a desinstalação; - Otimizações para desempenho em dispositivos com especificações mais baixas, incluindo suporte a zram e API de dispositivo de "baixa RAM"; - Capacidade de impressão sem fio; - Host card emulation NFC, permitindo que um dispositivo substitua o Cartão inteligente; - WebViews agora são baseados no mecanismo Chromium (paridade de recursos com o Chrome para Android 30); - Funcionalidade expandida para serviços de escuta de notificação; - API pública para desenvolver e gerenciar clientes de mensagens de texto; - Storage Access Framework, uma API que permite aos aplicativos recuperar arquivos de maneira consistente. Como parte da estrutura, um novo seletor de arquivos do sistema permite que os usuários acessem arquivos de várias fontes (incluindo aqueles expostos por aplicativos, como serviços de armazenamento online); - Nova estrutura para transições de IU; - Lote de sensor, detector de etapas e APIs de contador; - O aplicativo de configurações agora possibilita selecionar mensagens de texto padrão e o aplicativo inicial (inicializador); - Tunelamento de áudio, monitoramento de áudio e intensificador de volume; - Recurso de gravação de tela embutido (principalmente para desenvolvedores, pois o uso de ADB é necessário); - API de blaster infravermelho nativo; - Inicialização verificada; - Reforçando o SELinux; - APIs de acessibilidade expandida e configurações de legenda oculta no nível do sistema; - Android Runtime (ART) apresentado como um novo ambiente de Runtime system experimental, não habilitado por padrão, como um substituto para a máquina virtual Dalvik; - Suporte para Bluetooth Message Access Profile (MAP); - Acesso desativado às estatísticas da bateria por aplicativos de terceiros; - O aplicativo de configurações não usa mais um layout de vários painéis em dispositivos com telas maiores; - Os indicadores de atividade de dados móveis e Wi-Fi (TX/RX) foram movidos para configurações rápidas; - Desativa a quebra de texto no componente do navegador WebView. |
| 4.4.1  | 5 de dezembro de 2013 | - Melhor compatibilidade de aplicativos para o Android Runtime (ART) experimental; - O aplicativo de câmera agora carrega Fotos do Google+ em vez da Galeria ao deslizar para longe da visualização da câmera; - Melhorias diversas e correções de bugs. |
| 4.4.2  | 9 de dezembro de 2013 | - Mais melhorias de segurança e correções de bugs; - Remoção do sistema de controle de permissões do aplicativo "App Ops", introduzido no Android 4.3. |
| 4.4.3  | 2 de junho de 2014    | - Interface do aplicativo Dialer atualizada. - Atualizado o WebView baseado em Chromium para a versão 33 (screencasting para DevTools, melhorias de desempenho de aceleração de hardware HTML5 Canvas, API de vibração, validação de formulário HTML5 e um datalist HTML5). - Melhorias diversas e correções de bugs. |
| 4.4.4  | 19 de junho de 2014   | - CVE-2014-0224 corrigido, eliminando uma vulnerabilidade Ataque man-in-the-middle do OpenSSL. |

### v4.4W - v4.4W.2 (API 20)
Em 25 de junho de 2014, uma versão do Android KitKat exclusiva para dispositivos Android Wear foi lançada.
| Versão | Data de lançamento    | Características |
| ------ | --------------------- | --- |
| 4.4W   | 25 de junho de 2014   | - Lançamento inicial da plataforma Android Wear para Smartwatches: igual ao Android 4.4 "KitKat", mas com extensões vestíveis adicionadas. |
| 4.4W.1 | 6 de setembro de 2014 | - Atualizações da IU para navegação e alarmes do Google Maps.                                                                              |
| 4.4W.2 | 21 de outubro de 2014 | - Reprodução de música offline, - Suporte GPS.                                                                                             |